# Harvey Fuqua
Harvey Fuqua (Louisville, 27 juli 1929 - Detroit, 6 juli 2010) was een Amerikaanse doo wopzanger en rhythm-and-bluesmuziekproducent.
Fuqua richtte in 1951 de Crazy Sounds op, die zich het jaar nadien The Moonglows noemden. De groep had in 1954 met Sincerely haar grootste hit en werd in 1957 ontbonden.
Fuqua ging vervolgens plaatopnamen maken met de groep The Marquees, met  Marvin Gaye als leadzanger onder de naam Harvey & the Moonglows, later als The Moonlighters. In 1958 verlieten Fuqua en Gaye deze groep. Ze gingen naar Detroit om er te gaan werken voor Anna Records, het platenlabel van Anna Gordy, een van de zusters van Motownplatenbaas Berry Gordy.
Hij werd producer van onder meer Etta James, Lamont Dozier en Johnny Bristol en richtte in 1961 twee eigen platenmerken op, Tri-Phi en Harvey Records. Hij werkte er met artiesten als The Spinners, Jr. Walker and the All-Stars en Shorty Long. Fuqua en Gaye trouwden ieder met een zuster van Berry Gordy en tekenden een contract met diens platenlabel Motown. Fuqua bracht ook Johnny Bristol, Shorty Long, The Spinners en Jr. Walker naar het legendarische R&B-label. Hij was later producer van Marvin Gaye en Tammi Terrell en van solowerk van Temptationszanger David Ruffin. In 1971 ging Fuqua naar RCA Records. Samen met Gaye nam hij in 1982 het album Midnight Love op, dat in de top 10 kwam en de hit Sexual Healing bevatte, de gefluisterde vocalen hierop komen van Fuqua.
Harvey Fuqua was een oomzegger van Charlie Fuqua van de band The Ink Spots en een oom van filmregisseur Antoine Fuqua.